# Glenn Miller
Alton Glenn Miller (Clarinda, 1º marzo 1904 – Canale della Manica, 15 dicembre 1944, disperso in azione) è stato un trombonista, direttore d'orchestra e compositore statunitense.
È stato un musicista jazz e direttore d'orchestra tra i più noti dell'epoca swing, autore di brani celeberrimi. Tre sue incisioni sono state inserite nella Grammy Hall of Fame. L'autore di In the Mood, è Joe Garland, si deve però allo stesso Miller e agli arrangiatori Eddie Durham e Chummy McGregor la versione dell'agosto 1939 divenuta poi famosissima.

## Biografia e carriera musicale
Nato nel 1904, trascorse l'adolescenza a Fort Morgan, nel Colorado, dove prese lezioni di musica e cominciò a suonare il trombone nell'orchestra di Boyd Senter. Tra il 1921 e il 1922 studiò alla Colorado State University; successivamente si unì all'orchestra di Ben Pollack, lavorando anche come arrangiatore. Negli anni trenta giunse a New York, lavorando come freelance sia in spettacoli dal vivo che negli studi di registrazione. Dopo aver collaborato, tra gli altri, con Red Nichols, con i fratelli Jimmy e Tommy Dorsey e con Ray Noble, nel 1937 formò la sua prima band, cercando di mettere a fuoco le sue intuizioni musicali e sfruttare l'intensità del timbro del suo strumento, che si elevava sui quattro sassofoni creando un suono altamente riconoscibile.

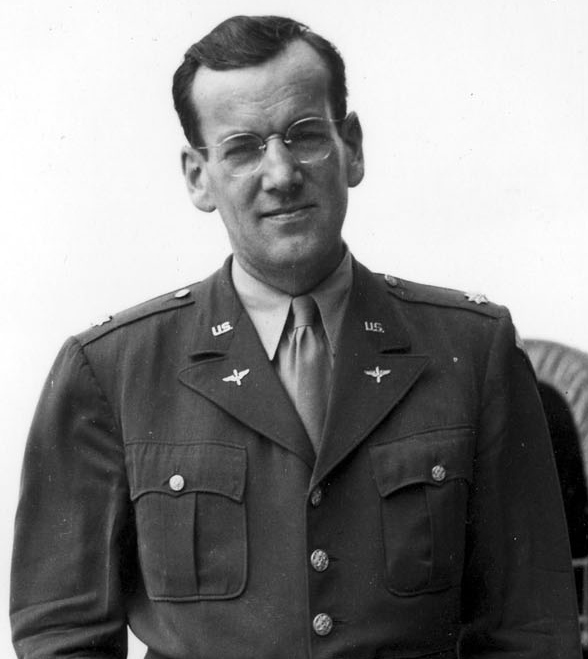
Glen miller in uniforme della USAAF

Nel 1938 Glenn Miller costituì un secondo organico orchestrale, la Glenn Miller Orchestra. Nella primavera del 1939 l'orchestra, ormai messa a punto, riuscì a diventare celebre molto rapidamente grazie agli ingaggi al Glen Island Casino e al Meadowbrook, due famose sale da ballo di New York, ancor più per il fatto che tali serate venivano trasmesse in tutti gli Stati Uniti d'America in diretta radiofonica. Nel 1939 Miller incise i primi dischi di successo e nel 1940 l'orchestra assunse la sua formazione classica, con musicisti come Ray Anthony, Billy May, Bobby Hackett e Ray Eberle. A cavallo tra gli anni trenta e quaranta fu l'orchestra più popolare negli Stati Uniti d'America.
Nel 1941 raggiunge la prima posizione nella classifica Billboard Hot 100 con i brani The Song of the Volga Boatmen, Chattanooga Choo Choo ed Elmer's Tune con Ray Eberle ed i Modernaires, nel 1942 con A String of Pearls per due settimane, Moonlight Cocktail con Ray Eberle ed i Modernaires per dieci settimane e (I've Got a Gal In) Kalamazoo con Tex Beneke, Marion Hutton ed i Modernaires per sette settimane (per il film Voglio essere più amata) e nel 1943 con That Old Black Magic.
Nel 1942, all'apice del successo tanto ricercato, Miller si arruolò volontario nell'esercito per dare il suo contributo nella seconda guerra mondiale. Con il grado di capitano (e in seguito maggiore), dopo qualche mese fu assegnato all'aviazione degli Stati Uniti d'America (all'epoca US Army Air Corps) e messo a capo di un'orchestra militare, la Army Air Force Band, assegnato all'intrattenimento delle truppe nel Regno Unito.
Miller scomparve improvvisamente il 15 dicembre 1944, mentre sorvolava la Manica a bordo di un aereo militare per raggiungere Parigi, dove la sua orchestra avrebbe dovuto suonare per i soldati che avevano da poco liberato la capitale francese. Il suo corpo non fu mai recuperato. Come disperso in guerra, nell'aprile del 1992 gli fu dedicata una lapide nel Cimitero nazionale di Arlington, su richiesta di sua figlia Jonnie Dee Miller, nel settore "Memorial Section H, Site 464-A".
La Glenn Miller Orchestra proseguì la sua attività dopo la guerra, sotto la direzione di altri musicisti tra cui Tex Beneke, Ray Anthony e Buddy DeFranco.

## Il primo disco d'oro della storia
Il 10 febbraio 1942 Glenn Miller ricevette il primo disco d'oro della storia per la sua incisione di Chattanooga Choo Choo, che aveva venduto oltre un milione di copie in appena tre mesi. Fu la casa discografica RCA Victor ad inventarsi la trovata pubblicitaria di dipingere d'oro una copia del disco per poi consegnarla a sorpresa a Miller durante una trasmissione radiofonica in diretta.

## Il mistero della morte

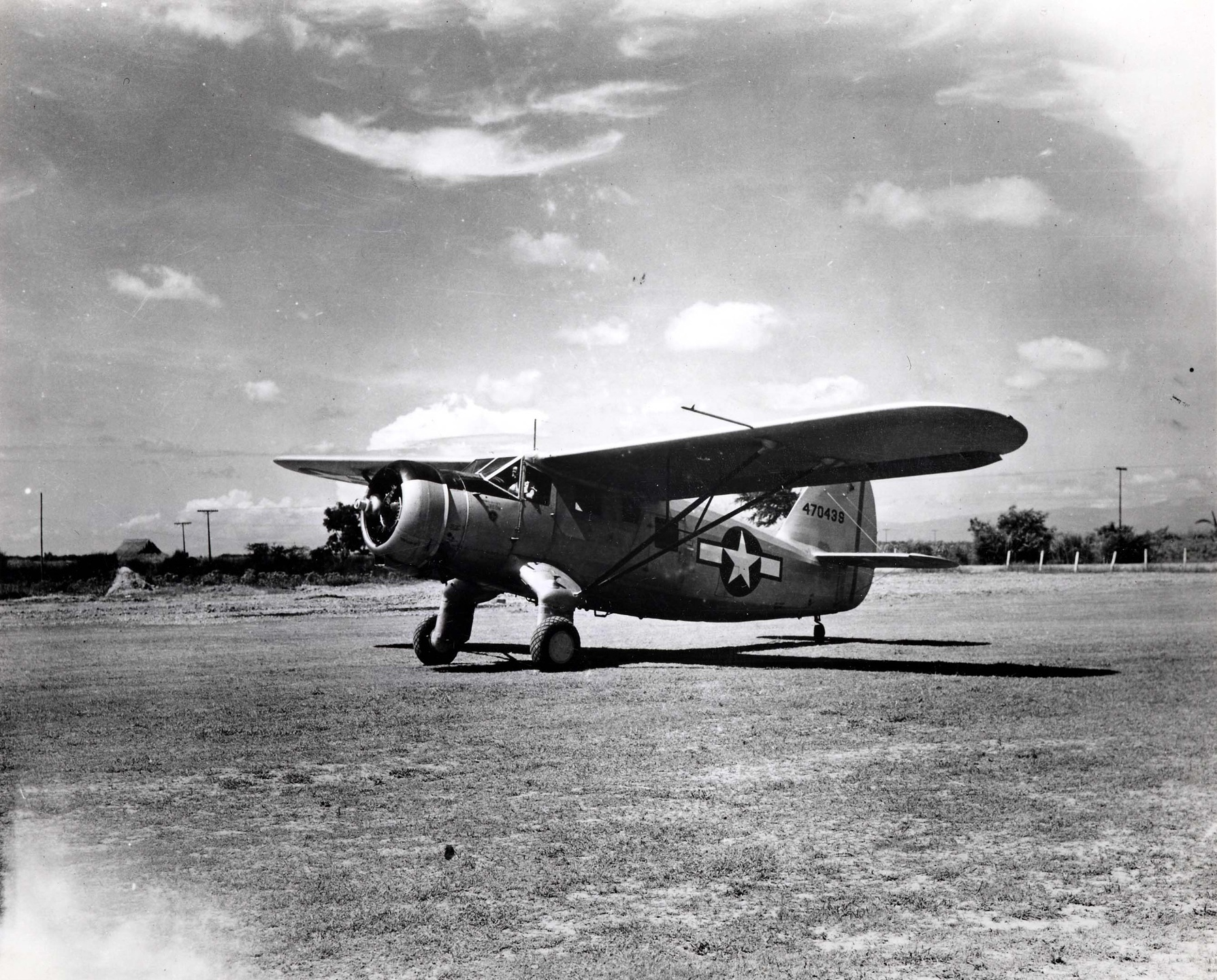
Aereo 749 Mk IV Norseman del tipo UC-64A (già designato C-64A), usato negli anni 1944-1945, verosimilmente uguale a quello pilotato da Miller

A causa della sparizione del corpo e delle reticenze dell'esercito e dell'aviazione statunitensi ci sono molte ipotesi sulla sua morte. Una delle più credibili sembra essere quella che Miller sia rimasto vittima in volo del fuoco amico del Regno Unito durante un'incursione aerea contro i tedeschi.
Tra le tante fantasiose teorie non ufficiali, viene ipotizzato che Miller giunse a Parigi ma venne catturato dall'Obersturmbannführer delle SS Otto Skorzeny che voleva sfruttarlo per raggiungere il generale Eisenhower e rapirlo (o ucciderlo) in un raid da svolgersi nel Natale del 1944; Miller a sua volta faceva parte, insieme al maggiore David Niven, di un'operazione segreta per negoziare l'armistizio degli ufficiali nazisti e potrebbe essere stato torturato e ucciso anche per quello.
A favore della tesi ufficiale va considerata la testimonianza dell'equipaggio di un bombardiere che rientrava nel Regno Unito il giorno in cui Miller si stava recando a Parigi. Il bombardiere aveva abbandonato la sua missione e, secondo la procedura standard, doveva scaricare le bombe inutilizzate in una zona specifica della Manica durante il volo di ritorno. Uno dei membri dell'equipaggio affermò di aver visto un Norseman volare al di sotto dei bombardieri durante lo sganciamento. Anche l'aereo di Miller era un Norseman e una deviazione di poche miglia dalla rotta stabilita lo avrebbe portato effettivamente sotto i bombardieri in rientro.
(Riporto integralmente quanto pubblicato nell'ottimo volume "Bomber Command War Diaries" di Martin Middlebrook e Chris Everitt, Midland Publishing, 1996-III). La traduzione è mia:
15 dicembre 1944 - Incursione su Siegen:   È stato sostenuto che le bombe scaricate in mare dai bombardieri richiamati dall'incursione su Siegen potrebbero essere state responsabili della morte del famoso musicista Glenn Miller, scomparso quel giorno mentre era passeggero su un aereo leggero in volo dall'Inghilterra a Parigi. Gli aerei del 3º Gruppo gettarono le loro bombe nella Manica a sud di Beachy Head. Questa località era probabilmente sulla rotta dell'aereo di Miller, che era decollato dall'aeroporto di Twinwood Farm, presso Bedford, alle 13.55. I giornali del 3º Gruppo non riportano tutti la tempistica del richiamo e dello scarico delle bombe. Quelli che riferiscono i tempi indicano che lo scarico avvenne prima che l'aereo di Glenn Miller raggiungesse quella zona. Tuttavia gli aerei della 115ª Squadriglia pare non abbiano ricevuto l'ordine di rientro che molto più tardi delle altre, mentre erano in uno stadio più avanzato del loro volo, cioè alle 13.45, 70 minuti dopo le altre squadriglie. Il tempo impiegato per raggiungere il punto di scarico sopra la Manica potrebbe aver coinciso col passaggio del Norseman UC-64 di Miller, che volava a una quota molto inferiore e probabilmente era nascosto dalla "pessima visibilità" annotata nel giornale della 115ª Squadriglia.
Altra tesi punta su un diario del signor Richard Anderton, rimasto inedito per 60 anni, da cui si evincerebbe che Miller morì a causa sia di errori umani che per errori di calcolo: Steven Miller, figlio di Glenn, ha fatto condurre un'indagine completa per trovare la reale verità. L'indagine, durata sei anni, è diventata un libro dal titolo Glenn Miller Declassified (2017), curato da Dennis M. Spragg, consulente del "Glenn Miller Archives" e dell'"American Music Research Center" dell'Università del Colorado a Boulder.

## Lo stile

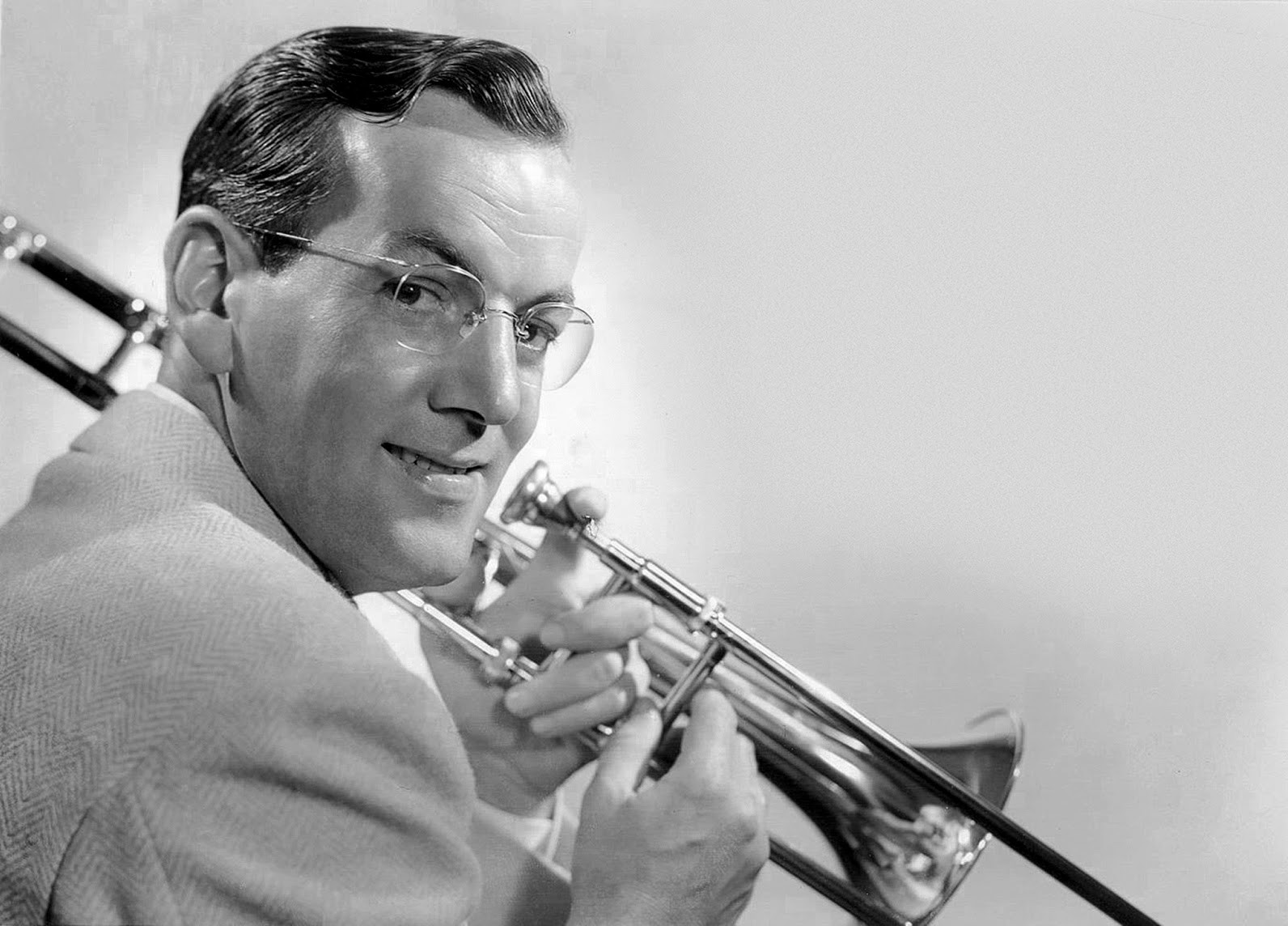
Glenn Miller nel 1942

Lo stile di Glenn Miller si identifica per l'uso di formazioni con corpose sezioni di ottoni, fino a 4 trombe e 4 tromboni, per l'uso del clarinetto al posto del sax contralto nella sezione delle ance e per i suoni molto morbidi e le melodie estremamente orecchiabili. La maggiore novità dell'orchestra Miller fu in effetti il suono e l'invenzione di brani d'atmosfera ma comunque ballabili a tempo molto moderato: svetta su tutti Moonlight Serenade. La sezione ance con il clarinetto e gli ottoni con sordina gli permettevano un suono più vellutato, meno aggressivo, adatto ad un pubblico più eterogeneo e bianco.
La sua disciplina nelle varie sezioni di lavoro era proverbiale; per questa ragione i virtuosi raramente rimanevano a lungo nella formazione preferendo passare ad altre che lasciassero maggior spazio creativo. Ritmicamente la composizione di Miller si avvaleva di uno swing fortemente cadenzato: sinuose ballad o ritmi più ballabili.

## Citazioni e omaggi
La musica di Glenn Miller è stata usata in molti film e telefilm (come Lost) e pertanto è rimasta familiare anche alle generazioni successive.
Nel 1954 la sua vita venne portata sullo schermo nel film La storia di Glenn Miller, diretto da Anthony Mann e interpretato da James Stewart. Nel film appaiono anche Louis Armstrong e Gene Krupa nella parte di loro stessi. 
Nel 1976 l'LP Seine 20 grössten Hits per la Arcade Records arriva in terza posizione in Austria ed in quinta in Germania Ovest; nel 1995 The Lost Recordings arriva in quarta posizione in Austria e nel 2004 Glenn Miller's 100th Birthday raggiunge la sesta posizione in Austria.
Nel 1989 il gruppo del Regno Unito dei Jive Bunny and the Mastermixers, in un brano di musica pop dal titolo Swing the Mood, campionò fra le varie canzoni il brano In The Mood di Miller in una sorta di collage musicale. Precedentemente, anche i Beatles inserirono un inserto del noto brano in All You Need Is Love (1967).
In onore di Glenn Miller, l'11 settembre 1996 gli Stati Uniti d'America emisero un francobollo commemorativo da 32 cents. Il francobollo faceva parte una serie dedicata ai grandi direttori di big band, che comprendeva anche Count Basie, Tommy & Jimmy Dorsey, Benny Goodman.
Il 1º marzo 2024 viene pubblicato l'album Animali da palcoscenico della band italiana Nobraino che contiene il brano-singolo Glenn Miller dedicato all'artista. Nell'album in versione digitale è contenuta inoltre una traccia podcast a riguardo di Glenn Miller pensata come informativa propedeutica all'ascolto della storia narrata nel brano.

## Discografia selezionata

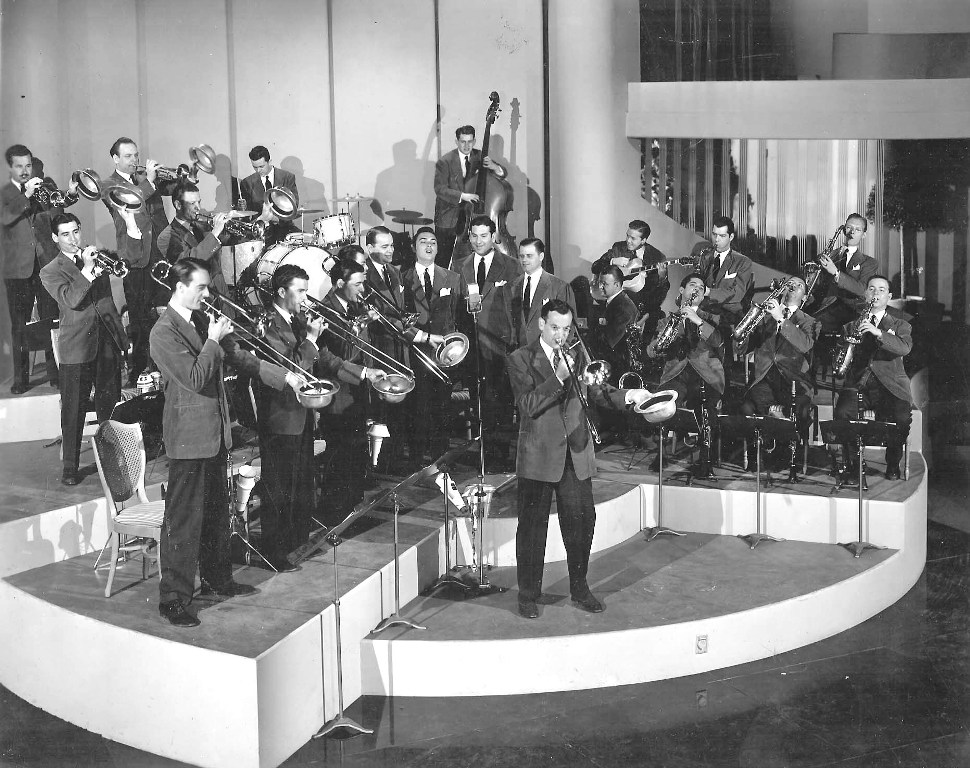
Glenn Miller e la sua Big band

### 78 giri
- Maggio 1937 –  Moonlight Bay/How Am I To Know? (Decca Records, 1239)
- Giugno 1937 –  Anytime, Anyday, Anywhere/Wistful And Blue (Decca Records, 1284)
- Luglio 1937 –  Peg O' My Heart/I'm Sitting On Top Of The World (Decca Records, 1342)
- 1939 –  Sunrise Serenade/Moonlight Serenade (Bluebird, B-10214, 10" 78 rpm)
- 1939 –  I'm Sorry For Myself/Back To Back (Bluebird, B-10299, 10" 78 rpm)
- 1939 –  Cinderella (Stay In My Arms)/Moon Love (Bluebird, B-10303, 10" 78 rpm)
- 1939 –  In the Mood/I Want To Be Happy (Bluebird, B-10416, 10" 78 rpm)
- 1940 –  Farewell Blues/Say "Si Si" (His Master's Voice, B.D. 5602, 10" 78 rpm)
- 1940 –  Shadow On The Sand/Five O'Clock Whistle (Bluebird, B-10900, 10")
- 1941 –  Song Of The Volga Boatmen/Chapel In The Valley (Bluebird, B-11029, 10" 78 rpm)
- 1941 –  Johnson Rag/Yes, My Darling Daughter (His Master's Voice, B.D. 5683, 10" 78 rpm)
- 1941 –  I Know Why/Chattanooga Choo Choo (Bluebird, B-11230, 10" 78 rpm)
- 1941 –  Elmer's Tune/Delilah (Bluebird, B-11274, 10" 78 rpm)
- 1941 –  Day Dreaming/A String Of Pearls (Bluebird, B-11401, 10" 78 rpm)
- 1942 –  American Patrol/Soldier, Let Me Read Your Letter (Victor, 27873, 10" 78 rpm)
- 1942 –  (I've Got A Gal In) Kalamazoo/At Last (Victor, 27934, 10" 78 rpm)
- 1942 –  Moonlight Becomes You/Moonlight Mood (Victor, 20-1520, 10" 78 rpm)
- 1943 –  That Old Black Magic/A Pink Cocktail For A Blue Lady (Victor, 20-1523, 10" 78 rpm)
- 1943 –  Blue Rain/Caribbean Clipper (Victor, 20-1536, 10" 78 rpm)
- 1943 –  It Must Be Jelly (Cause Jam Don't Shake Like That)/Rainbow Rhapsody (Victor, 20-1546, 10" 78 rpm)
- 1944 –  Here We Go Again/Long Time No See, Baby (Victor, 20-1563, 10" 78 rpm)
- 1944 –  American Patrol/Song Of The Volga Boatmen (Victor, 20-1564, 10" 78 rpm)
- 1944 –  Stardust/Pennsylvania Six-Five Thousand (Victor, 20-1567, 10" 78 rpm)
- 1944 –  Basket Weaver Man/On A Little Street In Singapore (Victor, 20-1585, 10" 78 rpm)
- 1944 –  Moon Dreams/Sleepy Town Train (V-Disc, nº 201, 12")
- 1944 – A Nightingale Sang In Berkeley Square/My Prayer (His Master's Voice, B.D. 5850, 10" 78 rpm)
- 1944 – Moon Love (Adapted from Tschaikowsky's 5th Symphony, 2nd Movement)/Sold America (His Master's Voice, B.D.5854, 10" 78 rpm)
- 1945 – I Can't Give You Anything But Love Baby/Little Brown Jug/I Can't Get Started/Keep The Home Fires Burning (V-Disc, nº 482, 12") (postumo)